# 서창리층
서창리층(Seochangri Formation, 西倉里層)은 대한민국 충청북도 제천시 한수면 서창리를 표식지로 하여 제천시와 충주시에 분포하는 옥천 누층군의 변성퇴적암 지층이다. 서창리층에는 충주시 수안보온천과 삼덕 몰리브데넘 광상이 발달한다.

## 개요
서창리층(Seochangri formation, 西倉里層)은 제천시 한수면 서창리에서 그 명칭이 유래된 변성 퇴적암으로, 제천시와 충주시에 분포한다. 제천도폭 지역에서는 천매암과 녹니석(綠泥石)편암 및 부산(婦山)을 중심으로 심한 혼성암(混成巖, contaminated rock)을 형성한 부분으로 구분된다. 황강리도폭 지역인 한수면과 그 주변 지역에서는 주로 암회색 천매암으로 구성된다.
이민성 외(1998)는 서창리층이 옥천 누층군의 최하부 지층이며 조선 누층군과의 관계는 불명이라고 설명했다. 이 지층의 두께는 250 m 이상으로 추정되며, 하부~중부는 층리가 발달한 규암과 셰일이 교호하고 중부~상부는 석영-흑운모 편암으로 구성된다. 지층의 주향은 북동 60°, 경사는 북서 70°이다. 제천시 수산면 오티리와 한수면 덕곡리의 경계에 위치한 봉화재 부근에서는 상방후층화 현상이 나타나는 규암과 흑색 셰일이 교호하며 충주시 살미면 공이리 계곡의 노두에서는 사암층 내에 역점이층리가 발달한다. 서창리층과 북노리층의 경계는 명확하지 않으나 경계부 부근부터 드롭스톤(Dropstone) 기원의 쇄설물이 함유되고 기질(matrix)의 조성이 유사해 서창리층과 북노리층은 점이-정합적 관계로 해석되어, 서창리층 상부에서 황강리층까지를 빙하퇴적층으로 설정하였다.
김명정(2021)은 서창리층 규암의 쇄설성 저어콘의 U-Pb 분포가 지역에 따라 상당히 다르다고 보고하였다. 서창리층 최하부로 추정되는 충주시 동량면 호운리와 지동리, 제천시 한수면 덕곡리 지역 서창리층 규암은 중원생대 연령의 저어콘이 우세하며, 연령 분포는 북한 지역의 상원 누층군과 유사해 두 지층이 대비될 가능성을 제기하였다. 서창리층 상부로 추정되는 제천시 청풍면 황석리 지역 서창리층 규암은 약 760 Ma (신원생대 토노스기)에 밀집되며 이와 함께 한반도 선캄브리아기 암석에서 우세한 1870 Ma (신원생대 오로세이라기) 성분이 나타난다. 760 Ma 연령은 규암의 퇴적시기 상한선을 지시하며 또한 문주리층의 메타화산암(metavolcanic) 연대와 거의 동일하여 서창리층의 퇴적이 신원생대 말 대륙 열곡작용 이후까지 계속되었음을 지시한다. 고원생대~중원생대의 높은 하프늄 동위원소 값(εHf(t))은 컬럼비아 초대륙 분열과 관련된 화성 활동을 지시한다.
| 위치                 | 좌표                                                                          | 지번            | 도로명주소                | 비고                        |
| -------------------- | ----------------------------------------------------------------------------- | --------------- | ------------------------- | --------------------------- |
| 제천시 청풍면 황석리 | 북위 37° 02′ 12.2″ 동경 128° 07′ 50.1″ / 북위 37.036722° 동경 128.130583°     | 황석리 산 55-11 | 청풍면 호반로 3843 서측   | 도로공사로 노두 대부분 소멸 |
| 제천시 한수면 덕곡리 | 북위 36° 56′ 30.6″ 동경 128° 08′ 10.6″ / 북위 36.941833° 동경 128.136278°     | 덕곡리 228-3    | 봉화재길                  |                             |
| 제천시 금성면 성내리 | 북위 37° 01′ 36.8″ 동경 128° 08′ 49.4″ / 북위 37.026889° 동경 128.147056°     |                 | 호반로 (충주 제천) 도로변 | 도로공사로 노두 대부분 소멸 |
| 제천시 청풍면 방흥리 | 북위 37° 00′ 34.4″ 동경 128° 06′ 12.7″ / 북위 37.009556° 동경 128.103528°     |                 | 호반로 (충주 제천) 도로변 |                             |
| 충주시 동량면 지동리 | 북위 37° 00′ 36.4″ 동경 128° 04′ 53.2″ / 북위 37.010111° 동경 128.081444°     |                 | 호반로 (충주 제천) 도로변 |                             |
| 제천시 청풍면 단돈리 | 북위 37° 01′ 58.62″ 동경 128° 06′ 06.96″ / 북위 37.0329500° 동경 128.1019333° |                 | 청풍면 호반로 2914 서측   |                             |
| 제천시 청풍면 부산리 | 북위 37° 02′ 34.08″ 동경 128° 06′ 14.34″ / 북위 37.0428000° 동경 128.1039833° |                 | 청풍면 호반로 3111 남측   |                             |
| 제천시 청풍면 사오리 | 북위 37° 02′ 14.04″ 동경 128° 06′ 22.92″ / 북위 37.0372333° 동경 128.1063667° | 사오리 82-7     | 호반로 (충주 제천) 도로변 |                             |

## 제천시
제천 지질도폭(1967)에 의하면 서창리층은 조선 누층군 대석회암층군 삼태산층과 흥월리층을 부정합으로 덮고 있으며 극히 일부지만 옥천 누층군이 상부에 부정합으로 놓인 것을 볼 수 있다. 충주시 동량면과 제천시 청풍면에 분포하는데 지역에 따라 암상에 차이가 있다. 서창리층 녹니석편암 및 천매암(sc; Seochangri formation chlorite schist and phyllite)은 주로 제천시 청풍면에 분포하며 청풍면 후산리에서 조선 누층군 삼태산층과 흥월리층을 부정합으로 덮는다. 청풍면 단돈리와 오산리에서는 이 층 위에 옥천계 기저부인 북노리층이 남-북 방향으로 대상(帶狀) 발달한다. 서창리층 부산혼성변성암(bm; Seochangri formation Buhsan mixed and metamorphosed rock)은 충주시 동량면과 산척면 명서리 남쪽의 부산(780.2 m) 일대에 분포하며 서창리층의 상부에 해당한다. 이 암석은 편암과 편마암으로 구성된다.
목계 지질도폭(1967)에 의하면 충주시 동량면 조동리에 분포하고 서측은 중생대 화강암에 의해 연장이 끊기며 선캄브리아기 편마암을 덮는다. 주로 천매암과 녹니석편암으로 구성되고 석회암과 규암을 협재한다.
황강리 지질도폭(1965)에 의하면 서창리층(PZosc)은 조선 누층군 대석회암층군과 옥천 누층군 사이에 분포하며 양자와 부정합 관계에 있다. 서창리층은 주로 암회색 천매암으로 구성되며 흑색 점판암에 가까운 지층을 협재한다. 제천시 덕산면 수산리 일대에서는 화강암의 관입으로 천매암이 열변성된 암갈색 변질천매암질암대(PZoscmz; Paleozoic Seochangri formation metamorphosed zone)가 분포한다. 제천시 한수면 서창리 동쪽의 갈미봉을 중심으로 남-북 방향으로 분포하는 서창리층은 분포지 동쪽에서 조선 누층군 삼태산층을 부정합으로 덮으며 부정합면에 흑색 점판암과 두께 15 m의 규암층을 불연속적으로 협재한다. 지층의 주향은 북동 20~50°에 서쪽으로 45~75°경사져 있으나 월악산 인근의 변질천매암은 거의 동-서의 주향을 보인다. 한수면 서창리에서 탄지리, 충주시 살미면 공이리를 지나 수안보면 중산리 동부의 대미산(680.8 m)에 이르는 지역에 북동-남서 방향으로 분포하는 서창리층은 북동 20~70°의 주향을 가지며 지층 내에 북동 방향의 축을 가지는 습곡 구조가 발달한다. 본 층은 서창리를 중심으로 북노리층과 함께 북동 15°의 축을 갖는 향사습곡 구조를 가진 것으로 해석된다. 충주시 동량면의 주봉산(638.5 m)에서 제천시 청풍면 진목리에 이르는 지역에 분포하는 지층은 화강암에 의해 분포지가 분할되며 양쪽의 서창리층은 모두 단층에 의해 충상되어 옥천 누층군 황강리층과 단층으로 접하고 조선 누층군 삼태산층과의 부정합면에 규암이 협재된다.
제천시의 서창리층
- 북위 37° 01′ 49.6″ 동경 128° 09′ 14.8″ / 북위 37.030444°  동경 128.154111°
- 북위 37° 01′ 46.3″ 동경 128° 09′ 07.5″ / 북위 37.029528°  동경 128.152083°
- 북위 37° 02′ 00.1″ 동경 128° 06′ 11.1″ / 북위 37.033361°  동경 128.103083°

## 충주시
충주 지질도폭(1965)에 의하면 서창리층은 암회색 천매암과 변질대의 흑은모-석영 천매암질암으로 구성되며 충주시 수안보면 온천리의 수안보온천과 스키장 일대에 분포한다. 서창리층은 조선 누층군 고운리층을 부정합으로 덮고  분포지 서부와 북부에서 옥천 누층군 황강리층과 단층으로 접촉하며 엽리의 주향과 경사는 북동 54/75°와 남동 70°가 우세하다.

### 수안보온천
충주시 수안보면에 소재한 수안보온천 일대의 지질은 옥천 누층군 서창리층의 천매암 지층으로 구성된다. 수안보온천의 수온은 53°C, 1일 채수량은 4,800t이며 지하 250 m에서 용출되는 수소이온농도(pH) 8.14~8.27의 약알칼리성 온천이다. 수안보온천 일대에는 동-서 및 북서-남동 주향의 고각 단층이 2개 교차하며 일대의 암석은 심하게 파쇄되어 있고 열수의 유동에 중요한 역할을 한다. 라돈-222 함량은 지역 지하수가 210~7930 pCi/L, 온천수가 190~340 pCi/L, 라듐-226 함량은 지역 지하수가 0.25~0.42 pCi/L, 온천수가 0.29~0.32 pCi/L이다. 온천수는 심하게 파쇄된 천매암 지층에서 나오나 천매암층은 다만 통로의 역할만을 할 뿐 주요 온천수 대수층은 화강암 저반 내에 깊은 곳까지 발달한 정단층으로 추정된다.

### 삼덕 몰리브데넘 광상
삼덕 몰리브데넘 광상은 충주시 수안보면 안탈골 일대(북위 36° 49′ 41″ 동경 127° 59′ 32″ / 북위 36.82806°  동경 127.99222° , 수안보면 온천리 산 94-1)에 있는 황강리 광화대의 광상(鑛床)이다. 광상 일대의 지질은 고생대 오르도비스기 화전리층을 기저로 하여 고운리층, 서창리층, 이원리층, 황강리층 순서로 오고 백악기 우백질 반상화강암 및 화강반암이 관입했다. 이 광상은 1938년 조선광업진흥주식회사에서 구리, 아연, 텅스텐 및 몰리브데넘의 광종으로 등록하여 50톤 규모의 선광장을 설치하여 1941년부터 1945년까지 약 190,000 kg의 휘수연석(輝水鉛石; 몰리브데넘 황화물)을 생산하였다. 그 후 1952년 계광순이 월 600 kg 정도의 휘수연정광을 생산하였으나 1995년 등록이 소멸되었다. 이 광상은 서창리층 내에 발달한 남-북 방향의 열극대를 따라 충진한 3개의 석영맥으로 구성된 광상으로 석영맥의 폭은 0.05~0.3 m 정도로 팽축이 심하고 석영맥의 연장성은 약 400 m 정도이다. 이 광상에서는 삼덕항, 본항, 노두항(상일항), 대곡상항 및 대곡본항이 개설되어 광석을 채굴하였으며 상부의 석영맥에는 주로 황동석과 철망간중석이 풍부했으나 하부의 석영맥에서는 황철석, 철망간중석 및 휘수연석이 풍부하게 산출되었다. 1977년 시추 결과 화강암 내에서도 몰리브데넘을 함유한 석영맥이 산출되어 백악기 이후 몰리브데넘 광화작용이 있었음을 지시한다. 산출 광물은 석영, 형석, 백색 운모, 흑운모, 인회석, 모나자이트, 금홍석, 티탄철광, 휘수연석, 황동석, 철-마그네슘-망가니즈 산화물 및 철 산화물 등이다.

## 같이 보기
- 한국의 지질
- 제천시의 지질
- 충주시의 지질
- 수안보온천
- 옥천 누층군
- 향산리 돌로마이트질 석회암층
- 북노리층
- 황강리층
- 문주리층